# Auroracoin
Auroracoin (Авроракоїн) — криптовалюта, запущена в лютому 2014 роки як ісландська альтернатива біткойну та ісландській кроні. Творці використовують псевдонім Baldur Friggjar Óðinsson (або Odinsson). Автори планують поширити половину всіх монет Авроракоїн всім людям, що знаходяться в базі ісландських національних ідентифікаційних номерів, починаючи з 25 березня 2014 року, безкоштовно, видаючи 31.8 авроракоїнів одній людині.
Auroracoin була створена як альтернативна валюта для задоволення державних обмежень на ісландську крону введених в 2008 році, що серйозно обмежує рух валюти за межами країни. Ісландський закон іноземної валюти також забороняє обмін іноземної валюти біткойнів у країні, за словами міністра Уряду.

## Історія
Псевдонім Baldur Friggjar Óðinsson заснований на Норвезької міфології, відсилаючи до Baldur-у, його матері Frigg, і його батьку Odin-у. Населення Ісландії 50 % всіх монет роздавалися із використанням національної ідентифікаційної системи. Розробник сподівається на мережевий ефект поширення і початок публічного обговорення валюти.
Існує припущення про те, що Ісландія може розглядатися як ідеальне місце для віртуальної валюти «за рахунок обмеженого використання готівки, прогресу в розумінні роботи з електронними фінансами та широким інтересом до біткойну в ісландському суспільстві у поєднанні з довгостроковою нестабільністю крони».

### Запуск валюти
Перша фаза поширення розпочалася 25 березня 2014 року з розподіленням 31,8 AUR на особу. Розрахувавши вартість монети у $12,11, 24 березня ісландці отримували в еквіваленті всього 385 доларів. Ціна швидко почала падати з широкою видачею монет. Протягом одного дня запуску було розподілено приблизно 281 000 монет, а ціна знизилася майже на 50 % на противагу біткойну. Після завершення фази 24 липня 2014 року, за оцінками, 1 126 674 AUR виплатили 35 430 отримувачам з загальної кількості населення Ісландії 323 002 осіб (станом на 2013 рік).
Друга фаза поширення тривала з 25 липня по 24 листопада 2014 року. З різким падінням вартості авроракоїну на противагу кроні сума на одного отримувача була збільшена до 318 монет. Всього було зроблено майже 1,6 мільйона монет.
Фінальна фаза поширення тривала з 25 листопада 2014 року по 24 березня 2015 року — майже 1,7 мільйона монет потрібно було видати понад 2600 ісландцям. До цього часу ціна так різко знизилася, що виплата збільшилася до 636 монет на одного отримувача. 22 квітня 2015 року відповідно до оригінального плану запуску 5 344 628 невикористаних монет було знищено, відправивши їх на адресу auburnaurburnaurburnaurburn7es4rf.
29 березня 2015 року було запущено Фонд Auroracoin для подальшого технічного розвитку та сприяння використанню авроракоїнів у Ісландії. Фонду було надано 1 000 000 AUR від розробника в рамках фінансування проєкту.